# 쇼지 코헤이
쇼지 코헤이(일본어: 庄司 浩平 しょうじ こうへい[*], 1999년 10월 28일 ~ )는 일본의 배우이다.

## 출연작

### TV 드라마
- 2020년 ~ 2021년 마진전대 키라메이저 - 크리스탈리아 타카미치 / 키라메이 실버 역
- 2024년 ~ 2025년 가면라이더 가브 - 라키아 아마르가 / 가면라이더 브람 역

## 영화
- 마진전대 키라메이저 THE MOVIE 비밥 드림 - 크리스탈리아 타카미치 / 키라메이 실버 역
- 마진전대 키라메이저 VS 류소저 - 크리스탈리아 타카미치 / 키라메이 실버 역